# (13533) Junili
(13533) Junili est un astéroïde de la ceinture principale.

## Description
(13533) Junili est un astéroïde de la ceinture principale. Il fut découvert le 4 septembre 1991 à La Silla par Eric Walter Elst. Il présente une orbite caractérisée par un demi-grand axe de 3,13 UA, une excentricité de 0,11 et une inclinaison de 2,4° par rapport à l'écliptique.

## Compléments